# Краков (Вісконсин)
Краков (англ. Krakow) — переписна місцевість (CDP) в США, в округах Оконто і Шавано штату Вісконсин. Населення — 378 осіб (2020).

## Географія
Краков розташований за координатами 44°45′31″ пн. ш. 88°15′40″ зх. д. / 44.75861° пн. ш. 88.26111° зх. д. (44.758507, -88.261086).  За даними Бюро перепису населення США в 2010 році переписна місцевість мала площу 2,92 км², уся площа — суходіл.

## Демографія
Згідно з переписом 2010 року, у переписній місцевості мешкали 354 особи в 153 домогосподарствах у складі 99 родин. Густота населення становила 121 особа/км².  Було 161 помешкання (55/км²).
Расовий склад населення:
| - 96,3 % — білих - 0,8 % — корінних американців - 0,6 % — азіатів |

До двох чи більше рас належало 2,3 %. Частка іспаномовних становила 0,0 % від усіх жителів.
За віковим діапазоном населення розподілялося таким чином: 22,9 % — особи молодші 18 років, 59,9 % — особи у віці 18—64 років, 17,2 % — особи у віці 65 років та старші. Медіана віку мешканця становила 40,1 року. На 100 осіб жіночої статі у переписній місцевості припадало 102,3 чоловіків;  на 100 жінок у віці від 18 років та старших — 103,7 чоловіків також старших 18 років.
Середній дохід на одне домашнє господарство  становив 53 595 доларів США (медіана — 54 063), а середній дохід на одну сім'ю — 54 820 доларів (медіана — 56 875). Медіана доходів становила 42 303 долари для чоловіків та 30 625 доларів для жінок. За межею бідності перебувало 10,1 % осіб, у тому числі 13,5 % дітей у віці до 18 років та 11,1 % осіб у віці 65 років та старших.
Цивільне працевлаштоване населення становило 186 осіб. Основні галузі зайнятості: виробництво — 20,4 %, освіта, охорона здоров'я та соціальна допомога — 20,4 %, мистецтво, розваги та відпочинок — 18,8 %.